# 박은주 (성우)
박은주(1963년 6월 23일 ~ )는 대한민국의 성우이다. 1986년 EBS 8기 공채 성우로 데뷔하였다.

## 주요 출연작품

### 애니메이션
- 꼬마천사 지지 (EBS) - 이슬이
- 신밧드의 모험 (EBS)

### 외화
- 천사들의 합창 (EBS) - 다비드

### 방송
- 딩동댕 유치원 (EBS) - 뚝딱이 할머니